# Terry Yudha Kusuma
Terry Yudha Kusuma, né le 14 mars 1999, est un coureur cycliste indonésien.

## Biographie
Terry Yudha Kusuma est né dans le kabupaten de Boyolali, d'un père barbier et d'une mère ouvrière. Il est l'aîné d'une fratrie de trois frères et sœurs. Durant son enfance, il découvre sa passion pour le vélo avec son père, qui l'emmène voir des compétitions cyclistes. Il prend sa première licence au Customs Cycling Club, sur ses terres natales,. Bon sprinteur, il participe à des épreuves sur route et sur piste. 
En 2022, il décroche la médaille d'argent dans la course scratch aux championnats d'Asie sur piste. L'année suivante, il se classe troisième du championnat d'Asie de l'américaine, avec son compatriote Bernard Van Aert. Sur route, il devient champion national de la course en ligne. Il remporte également une étape du Tour de Thaïlande ainsi que le critérium aux Jeux d'Asie du Sud-Est.
Lors de la saison 2024, il conserve son titre de champion d'Indonésie sur route. Il s'impose par ailleurs sur la course scratch aux championnats d'Asie.

## Palmarès et résultats

### Palmarès par année
- 2023
  -  Champion d'Indonésie sur route
  -  Médaillé d'or du critérium aux Jeux d'Asie du Sud-Est
  - 4e étape du Tour de Thaïlande
- 2024
  -  Champion d'Indonésie sur route

### Classements mondiaux
| Année         | 2022 | 2023 | 2024 |
| ------------- | ---- | ---- | ---- |
| UCI Asia Tour | 191e | 64e  | 58e  |

## Palmarès sur piste

### Championnats d'Asie
- New Dehli 2022
  -  Médaillé d'argent du scratch
- Nilai 2023
  -  Médaillé de bronze de l'américaine (avec Bernard Van Aert)
- New Dehli 2024
  -  Champion d'Asie du scratch
  -  Médaillé d'argent de l'américaine (avec Bernard Van Aert)
- Nilai 2025
  -  Médaillé de bronze du scratch
  -  Médaillé de bronze de l'américaine

### Championnats nationaux
- 2022
  -  Champion d'Indonésie de l'omnium
  -  Champion d'Indonésie de l'américaine (avec Dealton Nur Arif Prayogo)
  -  Champion d'Indonésie du scratch
  - 2e du championnat d'Indonésie de poursuite par équipes
- 2025[6]
  -  Champion d'Indonésie de l'élimination
  - 2e du championnat d'Indonésie du scratch
  - 2e du championnat d'Indonésie de l'américaine
  - 3e du championnat d'Indonésie de course aux points